# اس‌اس هیمالیا

{{Infobox ship characteristics
اس‌اس هیمالیا (به انگلیسی: SS Himalaya) یک کشتی بود که طول آن ۷۰۸ فوت ۸ اینچ (۲۱۶٫۰۰ متر) Length overall بود. این کشتی در سال ۱۹۴۸ (میلادی)|۱۹۴۸]] ساخته شد.